# Helena (1975)
Helena é uma telenovela brasileira produzida e exibida pela TV Globo de 5 a 30 de maio de 1975, em 20 capítulos. Substituiu A Patota e foi substituída por O Noviço sendo a 4ª "novela das seis" exibida pela emissora.
Escrita por Gilberto Braga, foi baseada na obra homônima de Machado de Assis, e teve a direção geral de Herval Rossano.
Contou com Lúcia Alves, Osmar Prado, Rogério Fróes, Carlos Duval e Ida Gomes nos papéis principais.

## Enredo
No ano de 1859 morre o conselheiro Vale, figura da primeira classe da sociedade do Segundo Reinado, homem bem relacionado e respeitado. Ele deixa um filho, Estácio, de 27 anos, e uma irmã, D. Úrsula, que desde a morte da cunhada cuidara com desvelo da bela chácara em que vivem, no Andaraí.
Nomeados testamenteiros os melhores amigos do conselheiro, o Dr. Camargo, médico igualmente bem relacionado, e o Padre Melchior, grande amigo da família. A abertura do testamento é marcada para o dia seguinte ao enterro e cercada de suspense, criado pela expectativa de Camargo, visivelmente preocupado com um possível “erro”, que poderia o amigo ter deixado para revelar somente após sua morte.
A leitura do testamento revela uma segunda filha do conselheiro Vale, Helena, nascida de uma união até então desconhecida de toda a família. Enquanto Estácio aceita o último pedido do pai – levar Helena para morar na chácara e tratá-la com muito carinho – Úrsula e o Dr. Camargo ficam contrariados. A irmã do conselheiro vê na jovem uma intrusa e usurpadora, enquanto o médico, pai de Eugênia (noiva de Estácio), também se mostra contra a ideia.
No entanto, o testamento é obedecido e Helena sai do colégio para morar na chácara, onde começa a mudar a vida de todos.
Helena e Estácio apaixonam-se, mas o rapaz sente-se culpado, acreditando ser irmão da moça. Helena, contudo, sabe que não é filha de Vale. O conselheiro teve um romance secreto com sua mãe e prometeu perfilar a menina e tratá-la com carinho. A atitude esquiva de Helena, que se encontra às ocultas com seu pai legítimo, Salvador, faz com que se desconfie que ela tem um amante.
No final, embora perdoada por Estácio, que descobre a verdade, Helena morre em consequência de uma febre nervosa.

## Elenco
| Ator/Atriz          | Personagem        |
| ------------------- | ----------------- |
| Lúcia Alves         | Helena            |
| Osmar Prado         | Estácio do Vale   |
| José Augusto Branco | Luiz Mendonça     |
| Rogério Fróes       | Dr. Camargo       |
| Carlos Duval        | Padre Melchior    |
| Ângela Valério      | Eugênia Camargo   |
| Ida Gomes           | Úrsula do Vale    |
| Regina Vianna       | Tomásia Camargo   |
| Gilberto Sálvio     | Salvador          |
| Sidney Marques      | Vicente           |
| Ruth de Souza       | Madalena          |
| Vanda Matos         | Antônia           |
| Aguinaldo Rocha     | Tabelião          |
| Durval Pereira      | Conselheiro Vale  |
| Paulo César Pereio  | Narrador          |
| Vicente Cosme       | Garoto de recados |

## Produção
Helena, assim como O Noviço (que a substituiu) foram as primeiras mini novelas, assim denominadas na época, por serem escritas para vinte capítulos, inaugurando também o horário das 18h e as adaptações de obras da literatura brasileira. A novela inteira foi gravada em doze dias.
O papel de Helena estava prometido inicialmente a Bete Mendes, que faria par romântico com Osmar Prado (Estácio), mas o autor Gilberto Braga a deslocou para a sua produção seguinte, Bravo!, escrita em parceria com Janete Clair, em que Bete interpretou a personagem Lia Di Lorenzo. Lúcia Alves, que foi escolhida para substituir Bete no personagem título, inicialmente estava escalada para viver Eugênia, papel que ficou com Ângela Valério.
As cenas externas, como os passeios a cavalo de Helena e Estácio foram gravadas na Fazenda de Palmares, em Santa Cruz, Rio de Janeiro. Durante a gravação de uma externa, a atriz Lúcia Alves sofreu uma queda e torceu o tornozelo, quase precisando ser afastada. A fazenda serviria também para as gravações do Sítio do Picapau Amarelo, dois anos depois.
Os cenários e figurinos ficaram a cargo do cenógrafo Arlindo Rodrigues, que na época era o carnavalesco da escola de samba carioca Mocidade Independente de Padre Miguel.

## Exibição
Foi reprisada entre 08 de março a 02 de abril de 1976, sendo substituída por Senhora.

### Outras Mídias
Foi disponibilizada pelo Globoplay em 17 de março de 2025, através do Projeto Fragmentos, que visa resgatar obras incompletas cujos capítulos foram perdidos em incêndios ou no processo de substituição de mídias físicas por questões econômicas. Foram preservados quatro capítulos: 01, 11, 19 e 20.